# Gmina Choczewo
Die Gmina Choczewo ist eine Landgemeinde im Powiat Wejherowski der Woiwodschaft Pommern in Polen. Ihr Sitz ist das gleichnamige Dorf (deutsch Chottschow, kaschubisch Chòczewò) mit 1310 Einwohnern.

## Geographie
Die Gemeinde liegt in Hinterpommern an der Ostseeküste und zwanzig Kilometer von Lębork entfernt. Zu den Gewässern gehört der Jezioro Choczewskie (Chottschower See).
Nördliche Grenze der Gemeinde ist die Ostseeküste mit dem Leuchtturm bei Osetnik (Latarnia Morska Stilo), der in das Wappen der Gmina aufgenommen wurde. Nachbargemeinden sind:
- im Powiat Wejherowski: Gniewino (Gnewin) und Łęczyce (Lanz),
- im Powiat Pucki: Krokowa (Krockow) und
- im Powiat Lęborski: Łeba (Leba) und Nowa Wieś Lęborska (Neuendorf).

## Gliederung
Die Landgemeinde Choczewo umfasst eine Fläche von 183,23 km². In der Gmina leben mehr als 5500 Menschen, 1310 davon im Dorf Choczewo. Zur Gmina Choczewo gehören 41 Ortschaften, die 14 Dörfern mit Schulzenämtern zugeordnet sind:
- Schulzenämter:

| - Borkowo Lęborski (Borkow) - Choczewko (bis 1937 Chottschewko, 1938–45 Goten) - Choczewo (bis 1937 Chottschow, 1938–45 Gotendorf) - Ciekocino (Zackenzin) - Gościęcino (Gossentin) - Jackowo (Jatzkow) - Kierzkowo (Kerschkow) | - Kopalino (Koppalin) - Łętowo (Lantow) - Sasino (Sassin) - Słajkowo (Staikow) - Słajszewo (Schlaischow) - Starbienino (Sterbenin) - Zwartówko (Klein Schwartow) |

Übrige Ortschaften: Biebrowo (Bebbrow), Borkow Małe (Klein Borkow), Brachówko, Cegielnia, Ciekocinko, Gardkowice (Gartkewitz), Jabłonowice (Julienhof), Karczemka Gardowska (Johanneshof), Karczemka Kierzkowska (Karczemka), Kierzkowo Małe (Klein Kerschkow), Krzesiniec (Belle Alliance), Kurowo (Kurow), Łętówko (Lantow See), Lubiatowo (Lübtow), Lublewko (Klein Lüblow), Lublewo Lęborskie (Lüblow), Osetnik (Stilo), Osieki Lęborskie (Ossecken), Przebędowo (Prebendow), Przebędówko, Sasinko (Neu Sassin), Sasino-Kolonia (Sassin, Kolonie), Szklana Huta (Glashütte), Słajszewko, Żelazno (bis 1937 Zelasen, 1938–45 Hohenwaldheim), Zwarcienko (Schwartower Waldhof) und Zwartowo (Schwartow).

## Verkehr

### Straßen
Nach Choczewo führt die Woiwodschaftsstraße DW 213, die Celbowo (Celbau) über Krokowa (Krockow) mit Wicko (Vietzig), Główczyce (Glowitz) und Słupsk (Stolp) verbindet.
Die ehemalige Kreisstadt Lębork (Lauenburg in Pommern) und heutige Sitz des Powiats Wejherowo (Neustadt in Westpreußen) sind jeweils über gut ausgebaute Nebenstraßen zu erreichen.

### Schienen
Eine Bahnanbindung besteht seit 2004 nicht mehr. In den Jahren 2001 und 2004 wurden Personen- und Güterverkehr eingestellt von der Polnischen Staatsbahn.
Im Jahre 1905 war Chottschow Endpunkt einer neugebauten Strecke der Kleinbahn Neustadt–Prüssau von Neustadt in Westpreußen (heute Wejherowo) über Prüssau (Prusewo). Diese Strecke wurde 1910 durch die Kleinbahn Chottschow–Garzigar von Chottschow bis nach Garzigar (Garczegorze) an der Bahnstrecke Lauenburg–Leba fortgeführt. Das heutige Gebiet der Gmina Choszewo war mit neun Bahnstationen an diese Kleinbahnlinie angebunden: Lüblow (Lublewo Lęborskie), Ossecken (Osieki Lęborskie), Chottschow (Choczewo), Goten (Choczewko), Kurow (Kurowo), Prebendow (Przebędowo), Schwartow (Zwartowo), Klein Schwartow (Zwartówko) und Gossentin (Gościęcino). Zwischen 1919 und 1939 war die Bahnstrecke durch den Polnischen Korridor zwischen dem westpreußischen Gohra (1939–45 Überbrück, polnisch Zamostne) und dem pommerschen Rieben (Rybno) unterbrochen.